# Красноярский район (Волгоградская область)
Красноярский район (до 1957 года — Молотовский) — административно-территориальная единица (район), существовавшая с 1935 по 1963 год и входившая в Сталинградский край (до 1936 года), после упразднения края — в Сталинградскую (с 1961 года — Волгоградскую) область.
Административный центр района — село Красный Яр.

## История
Молотовский район был организован постановлением ВЦИК от 25 января 1935 года «О новой сети районов Сталинградского края и улусов Калмыцкой автономной области» и постановлением президиума Сталинградского краевого исполнительного комитета от 29 января 1935 года № 157 «О новой сети районов Сталинградского края и улусов Калмыцкой автономной области» при разукрупнении Красноярского (бывшего Камышинского округа) и Руднянского районов. В состав района
вошло 12 сельских советов бывшего Красноярского района (Бурлуковский, Верещагинский, Гнило-Протокский, Гречаный, Красноярский, Мирошниковский, Моисеевский, Морозовский, Слюсаровский
Тарасовский, Фоменковский) и Нижне-Добринский сельсовет Руднянского района.
Молотовский район занимал площадь в 1185 кв. км. Район граничил: на востоке с Неткачевским районом и Саратовским краем, на севере — с Лемешкинским, на западе — с Руднянским, на юге — с Даниловским районами. Районный центр село Красный Яр располагался на расстоянии 614 км от Сталинграда.
Указом Президиума Верховного Совета РСФСР от 10 августа 1957 года переименован в Красноярский район
Красноярский район упразднён в 1963 году в результате укрупнения районов. Территория района была распределена между Жирновским, Камышинским и Котовским районами

## Население
Динамика численности населения
| 1939  | 1959   |
| ----- | ------ |
| 16960 | ↗24096 |

### Национальный состав
По данным переписи населения 1939 года: русские — 51,6% или 8746 чел., украинцы — 46,8% или 7930 чел.